# 소의 홍씨
소의 홍씨(昭儀 洪氏, ? ~ 1623년 이후)는 조선 광해군의 후궁이다.

## 생애
조선의 제15대 왕 광해군의 후궁으로, 정식으로 간택을 받은 간택 후궁이다. 아버지는 풍산 홍씨 홍매이며, 어머니는 이천 서씨이다.
1617년(광해군 9년) 음력 8월 8일 윤홍업의 딸(소의 윤씨)과 함께 종2품 숙의에 간택되었다. 당시 홍씨의 아버지는 고양군수였다가 이 해 음력 12월 24일 연안부사가 되었는데, 1619년(광해군 11년) 음력 11월 14일 한명욱이 홍매를 가렴주구만을 일삼는다 하여 탄핵하였으나 광해군은 그냥 넘어갔다. 한편 이 날 《광해군일기》에는 "홍매가 그 세력만을 믿고 권세를 탐하여 관고가 텅 비었다."라고 비판하고 있다. 이외에도 홍씨를 비롯한 광해군의 여러 후궁들의 일족이 높은 관직을 제수받았다고 기록되어 있다.
한편 홍씨는 1618년(광해군 10년) 음력 7월 8일 함께 간택됐던 윤씨와 함께 정2품 소의에 봉해졌다. 그러나 1623년(인조 원년) 인조반정이 일어나 광해군이 폐위되고, 홍씨는 그 해 음력 9월 14일 중도부처되었다. 광해군과의 사이에서 자녀는 없었다.

## 가족 관계
- 아버지 : 홍매(洪邁, 생몰년 미상)
- 어머니 : 이천 서씨
- 시아버지 : 제14대 선조(宣祖, 1552~1608, 재위:1567~1608)
- 시어머니 : 공빈 김씨(恭嬪 金氏, 1553~1575)
  - 남편 : 제15대 광해군(光海君, 1575~1641, 재위:1608~1623)